# 튀르키예 화교
튀르키예 화교(튀르키예어: Türkiye'deki Çinliler; 중국어: 土耳其華人)는 튀르키예에 이주하여 사는 사람들이다. 2020년 기준으로 튀르키예에는 18740명의 중국인이 거주하고 있으며 다른 외국인들에 비해서 매우 소수이다. 튀르키예는 또한 중국 북서부 신장 지역에서 온 약 50,000명의 위구르족 난민들을 수용하고 있다. 그들은 1950년대 초부터 중국의 북서부 지방에서 대량으로 왔고, 중동으로 이주하기 위해 많은 사람들이 튀르키예의 도시 중심부에 정착하는 것을 선택했다. 오늘날, 그들은 지역 경제와 효과적으로 연관되어 있고 다양한 형태의 무역을 실천하는 것을 볼 수 있다. 관광과 투자가 유입되면서 이스탄불 같은 도시에 대한 중국인들의 관심이 커졌다.

## 이주 양식
튀르키예의 인구 조사는 튀르키예 국적의 국가별 이민자 수를 나타낸 것이다. 2019년 기준으로 중국계 이민자는 7328명, 중국계 이민자는 3252명이다. 이민자 인구는 남성 4169명, 여성 3159명으로 구성되어 있으며, 이민자 인구는 남성 2501명, 여성 751명이다. 총 4076명의 순이주가 있었다. 이 수치는 2016년 튀르키예에 8281명의 중국 이민자와 3057명의 중국 이민자가 살고 있는 이후 감소하였다. 다른 외국인들에 비해서 매우 소수이다.

## 인구 통계
2019년 기준으로 튀르키예에 거주하는 중국인의 총 인구는 18505명이다. 이 인구 중 10085명은 남성이고 8420명은 여성이다. 2020년 인구는 235명 증가하여 18740명이 되었다. 남성 인구는 335명 늘어난 반면 여성 인구는 103명 줄었다. 중국인들은 또한 귀화 민족들 중 상당한 부분을 차지하며, 중국에서 12번째로 많은 시민 집단이다.

## 소수 민족

### 위구르족
1950년대 이후 튀르키예에는 위구르족의 디아스포라 공동체가 증가하고 있다. 이 공동체의 창립 멤버인 무함마드 아민 부그라와 이사 유수프 알프테킨은 중국공산당에서 그들의 고향을 떠난 이질적인 개인들을 통합하기 위해 사회적 결속을 제공했다. 위구르족들이 튀르키예로 이주한 최초의 물결은 1949년 중국공산당이 신장 지역을 장악했던 1952년으로 거슬러 올라간다. 이러한 첫 번째 이주 물결은 부그라와 알프테킨에 의해 주도되었고, 이 중요한 구성원들은 튀르키예에 새로운 물결이 도래한 후에도 위구르족 이주의 유산을 이어갔다. 튀르키예에는 약 50,000명의 위구르족이 거주하고 있다. 이스탄불 남동부에 위치한 세파코이와 자이틴부루에 분포한다.
이 공동체는 위구르족 1세대 이민자들에 의해 동원된 정치 및 문화 단체들의 지원을 받아 왔다. 1978년 메흐메트 리자 베킨이 설립한 동튀르키스탄 재단과 동튀르키스탄 인권 감시 협회는 모두 이스탄불에 위치한 비영리 단체이다. 주로, 이 단체들은 튀르키예에서 인도된 위구르족들을 겨냥한 중국 정부의 인권 유린 의혹을 비판하며 캠페인을 벌이고 경각심을 높인다. 위구르족 공동체는 튀르키예인의 정체성에 동화되어야 한다는 압력을 느끼지 않으며, 그들 자신을 뚜렷한 디아스포라에서 구별한다. 대신에 그들은 위구르족들과 강한 연정을 가지고 있는데, 이 중 가장 중요한 것은 이슬람을 포용하는 것이다.

## 국제 민족 관계
중국 정부가 2013년에 시행한 일대일로 계획이다. 육지로 둘러싸인 중앙아시아를 통과하는 교통로를 1971년 8월 5일 튀르키예가 공식적으로 중화인민공화국을 승인하면서 공식적으로 수립되었고, 냉전 해체 이후 새로운 시기로 접어들었다. 중국은 국제 및 경제 세계 영역의 구조적 변화 때문에 비서방 블록으로부터 국가들과의 관계를 강화하기를 원했다. 2010년 10월 9일, 튀르키예와 중국은 전략적 협력 관계를 수립했다. 여기에는 경제, 문화, 교통과 같은 상호 협력 분야 개발이 포함되었다. 양국 정부는 2009년 6월 25일 베이징에서 이미 서명된 튀르키예와 중국 사이에 공동 작업 그룹을 출범시켰다. 중국과 튀르키예는 양국 교역 규모를 2015년 500억 달러에서 2020년 1000억 달러로 늘리겠다고 선언했다. 튀르키예 총리 에르도안은 양국 간 절차를 간소화하기 위해 무역 협정 내에서 자국 통화를 사용하는 양자 결정을 구성했다. 튀르키예는 2012년에 중국 문화의 해를 기념했고 중국은 2013년에 같은 튀르키예 문화의 해를 기념했다.